# Bukit Daun
Bukit Daun je název dlouhodobě nečinného (možná vyhaslého) komplexu dvou stratovulkánů (Bukit Daun a Gedang), nacházejících se v řídce obydlené oblasti na jihozápadě indonéského ostrova Sumatra. Masiv stratovulkánu Gedang je silně rozrušený kalderou s průměrem 3 km. Vrchol Bukit Daun je ukončen 600 m širokým kráterem, v jehož rámci se nachází jezero. V historické době nejsou žádné záznamy o erupcích, jediným projevem aktivity jsou fumaroly nacházející se na svazích sopky.